# Česká slovesa
Článek česká slovesa pojednává o slovesech v češtině. Sloveso má ve větě zpravidla funkci přísudku. 
Časování (konjugace, ohýbání sloves) se provádí především pomocí speciálních koncovek, v některých případech i hláskovou změnou kmene slova.
Časování v češtině slouží k vyjádření osoby, čísla, času, vidu, rodu a způsobu, který se vztahuje k ději či stavu, jež sloveso popisuje.
Rozeznáváme slovesné tvary jednoduché (např. dělat, dělám) a složené (např. dělal jsem, budu dělat).

## Rozdělení sloves
Slovesa dělíme na:
- plnovýznamová – mají samostatný věcný význam:
  - akční (činnostní) – vyjadřují činnost, vycházející od nějakého činitele:
    - předmětová – váží k sobě předmět ustálenou vazbou (předložkově, bezpředložkově, v 2., 3., 4. nebo 7. pádě): psát dopis, dosáhnout cíle, věnovat synovi peníze;
    - bezpředmětová: jít, slzet;
    - zvratná – pojí se s předmětem zvratného (reflexivního) zájmena ve 3. (si) nebo 4. pádě (se): myslet si, posadit se; některá slovesa nelze bez zvratného zájmena použít (tzv. reflexiva tantum): bát se, umínit si;

  - stavová – vyjadřují stav nebo změnu stavu: stárnout, hořknout;
- pomocná – vyskytují se ve spojení s významovým slovesem:
  - vlastní pomocná slovesa – být, bývat, mít, mívat: byl bych zůstal;
  - sponová: být, bývat, stát se, stávat se: stal se králem;
  - modální – pojí se s infinitivem významového slovesa:
    - vlastní modální slovesa: chtít, mít (povinnost), moci, muset, smět;
    - jiná slovesa, která mohou mít modální význam: hodlat, umět, dovést, dokázat, troufnout si, dát se, nechat se, je možno, je nutno, lze aj.;

  - fázová – vyjadřují fáze děje významového slovesa: začít, začínat, zůstat, zůstávat.

## Slovesné tvary

### Infinitiv
Infinitiv je tvořen koncovkou -t, knižně též -ti; u některých sloves -ct (-ci):
být/býti, jít/jíti, péct/péci

### Příčestí
Příčestí se v češtině používají k tvoření minulého času, podmiňovacího způsobu a trpného rodu. Formálně se shodují se jmennými (krátkými) tvary přídavných jmen. Proto vyjadřují na rozdíl od ostatních slovesných kategorií i jmenný rod, který se musí shodovat s rodem podmětu.

#### Příčestí činné
Příčestí činné, obvykle označované jako minulé nebo též l-ové, se používá k tvoření minulého času a podmiňovacího způsobu.
| Jednotné číslo | Jednotné číslo | Jednotné číslo | Množné číslo       | Množné číslo                      | Množné číslo |
| Mužský rod     | Ženský rod     | Střední rod    | Mužský rod životný | Mužský rod neživotný & ženský rod | Střední rod  |
| byl dělal      | byla dělala    | bylo dělalo    | byli dělali        | byly dělaly                       | byla dělala  |

#### Příčestí trpné
Příčestí trpné, označované také jako „n/t-ové“, se používá k opisnému tvoření trpného rodu. Tvoří se dvojím typem zakončení:
| Jednotné číslo | Jednotné číslo | Jednotné číslo | Množné číslo       | Množné číslo                      | Množné číslo |
| Mužský rod     | Ženský rod     | Střední rod    | Mužský rod životný | Mužský rod neživotný & ženský rod | Střední rod  |
| bit dělán      | bita dělána    | bito děláno    | biti děláni        | bity dělány                       | bita dělána  |

Od příčestí trpného se vytváří podstatné jméno slovesené příponou -í: volání, stravování.

### Přechodníky
Přechodník (transgresiv) vyjadřuje děj, který buď předcházel jinému ději ve větě (přechodník minulý), nebo probíhal/probíhá/bude probíhat současně s jiným dějem (přechodník přítomný). Pomocí přechodníků lze nahrazovat vedlejší věty.
V podstatě lze rozlišit tři druhy přechodníků:
1. Přechodník přítomný od nedokonavých sloves – vyjadřuje současnost dvou dějů, a to na každém časovém stupni: Loupaje brambory sleduje televizi, tj. loupe brambory a sleduje televizi. — Loupaje brambory sledoval televizi, tj. loupal brambory a sledoval televizi. — Loupaje brambory bude sledovat televizi, tj. bude loupat brambory a současně bude sledovat televizi.
2. Přechodník přítomný od dokonavých sloves (někdy též nazývaný přechodník budoucí) – vyjadřuje předčasnost budoucího nebo časově nezařazeného děje: Oloupaje brambory, bude sledovat televizi. (Tj. Až oloupe brambory, bude sledovat televizi.)
3. Přechodník minulý od dokonavých sloves – vyjadřuje předčasnost v minulosti. Oloupav brambory, sledoval televizi. (Tj. Oloupal brambory a pak sledoval televizi.) Přechodník minulý se tvoří jen od dokonavých sloves.

Přechodníky, zejména přechodníky 2. a 3. typu, jsou v současné češtině zastaralá forma slovesa. Používají se jen ke zvláštním účelům např. v umělecké literatuře. Obvykle se s nimi setkáváme ve starší literatuře. Pomocí přechodníků lze nahrazovat vedlejší věty. Ve větě mají zpravidla funkci doplňku, po obsahové stránce ale mají platnost věty, jedná se o takzvané polovětné vazby. Přechodníkovou konstrukci je možné oddělit od zbylé části věty čárkou, zejména pokud je přechodník rozvitý o další členy: Holčička, usedavě plakajíc, hledala ztraceného psa.

#### Tvary přechodníků
Přechodníky mají v jednotném čísle zvláštní tvar pro rod mužský a společný tvar pro rod ženský a střední. V množném čísle je stejný tvar pro všechny tři rody.
|                     | Mužský | Ženský + střední rod | Množné číslo |
| ------------------- | ------ | -------------------- | ------------ |
| Přechodník přítomný | -e -a  | -íc -ouc             | -íce -ouce   |
| Přechodník minulý   | -v —   | -vši -ši             | -vše -še     |

### Zápor
Zápor se tvoří pomocí předpony ne-. Sloveso být ve 3. osobě jednotného čísla přítomného času tvoří zápor nepravidelně: je – není. V budoucím čase nebo v trpném rodě se připojuje k pomocnému slovesu být.
nedělat
nedělám
nedělej!
nedělal jsem
nebudu dělat
nedělal bych
byl bych neudělal nebo nebyl bych udělal
není děláno
V českých větách často dochází ke kumulaci záporných slov:
Nic nemám.
Nikdy to nikomu neříkej.

## Shoda přísudku s podmětem
Přísudek musí být ve větě vždy ve shodě s podmětem – v čísle a osobě (osobní zájmena), u příčestí také v rodě. Toto mluvnické pravidlo ovlivňuje pravopis – zejména psaní i/y v koncovkách příčestí v množném čísle.
Příklady:
| Rod              | Jed. č.            | Mn. č.             |
| ---------------- | ------------------ | ------------------ |
| mužský životný   | pes byl koupen     | psi byli koupeni   |
| mužský neživotný | hrad byl koupen    | hrady byly koupeny |
| ženský           | kočka byla koupena | kočky byly koupeny |
| střední          | město bylo koupeno | města byla koupena |

Uvedený příklad ukazuje jak činné (byl, byla…), tak i trpné (koupen, koupena…) příčestí. Shoda ve jmenném rodě se uplatňuje ve všech časech v trpném rodě, v minulém čase v činném rodě a u podmiňovacího způsobu.
Pokud je podmět složen z podstatných jmen různých rodů, rod mužský životný má přednost před ostatními rody, rod ženský a mužský neživotný mají přednost před rodem středním.
Příklady:
muži a ženy byli
kočky a koťata byly
my jsme byli (my = my všichni/muži) x my jsme byly (my = ženy)
Priorita rodů:
mužský životný > mužský neživotný & ženský > střední

## Slovesné kategorie

### Osoba
Slovesná osoba vyjadřuje, zda je podmětem věty mluvčí (1. osoba), posluchač (2. osoba) nebo někdo jiný (3. osoba). 3. osoba vyjadřuje také neosobní děj (mrzne) nebo všeobecný podmět (jako když do vrabců střelí).

### Číslo
Číslo, stejně jako u skloňování, vyjadřuje počet účastníků děje: jeden – jednotné číslo, více – množné číslo. Na rozdíl od skloňování u slovesného čísla už zcela vymizelo dvojné číslo. 

### Vid
Česká slovesa se rozlišují podle vidu na dokonavá (perfektiva) a nedokonavá (imperfektiva). Zpravidla existují dvě slovesa, která se liší pouze videm, vytvářejí tzv. vidové dvojice (kopl – kopal). Pouze malá část sloves svůj vidový protějšek nemá (muset, mít). Dokonavá slovesa vyjadřují ukončenost děje, nemohou tedy vyjadřovat přítomný čas. Dokonavá slovesa se obvykle tvoří od nedokonavých pomocí předpon. Některé předpony nemění význam slovesa, mají funkci čistě perfektivizační:
psát (nedok.) → napsat (dok.)
Některá dokonavá slovesa nejsou formálně odvozena od nedokonavých:
brát (nedok.) → vzít (dok.)
Sekundárně je též možné vytvořit pomocí přípony nedokonavé sloveso z dokonavého, obvykle v případech, kdy předpona modifikuje význam původního nedokonavého slovesa:
psát (nedok.) → přepsat (dok.) → přepisovat (nedok.)
Existují také slovesa obouvidová, která vyjadřují dokonavost i nedokonavost (obětovat, informovat).

### Jiná hlediska
Podrobněji lze dále slovesa dělit:
- podle opakování děje:
  - nenásobená – vyjadřují, že děj se odehrává jednorázově – nést, jít;
  - násobená – vyjadřují, že děj se opakuje:
    - opětovací – děj se opakuje delší dobu – nosit, chodit;
    - opakovací – děj se mnohokrát opakuje – nosívat, chodívat;
- podle fázovosti děje:
  - počínavá – vyjadřují začátek děje – vyjít;
  - končící – vyjadřují konec děje – dojít;
  - omezovací – vyjadřují začátek i konec děje – rozejít;
- podle rozměru děje:
  - okamžitá – děj se odehrává v okamžiku – bodnout, střelit;
  - trvací – děj probíhá delší dobu – číst, spát;
- podle míry děje:
  - částečná – vyjadřují malou míru děje – popostrčit, pousmát se.

### Čas
Česká slovesa vyjadřují 3 absolutní časy – minulý, přítomný a budoucí. Relativita dějů se vyjadřuje pomocí vidu, větnými vazbami a pomocí přechodníků a příčestí.
Čeština má ještě nepoužívaný předminulý čas-plusquamperfekt, jež se kromě fráze žili byli
již prakticky nepoužívá. 
Přítomný čas vyjadřují pouze nedokonavá slovesa.

#### Přítomný čas
Přítomný čas se tvoří pomocí zvláštních koncovek:
| Osoba | Jednotné číslo | Množné číslo    |
| ----- | -------------- | --------------- |
| 1.    | -m/-i/-u       | -me             |
| 2.    | -š             | -te             |
| 3.    | -á/-í/-e       | -ají/-(ej)í/-ou |

Slovesa se rozdělují do 5 tříd podle toho, jak tvoří přítomný čas.

#### Minulý čas
Minulý se tvoří pomocí příčestí činného (minulého; ve tvaru příslušného rodu) a přítomných tvarů pomocného slovesa být, které se vypouštějí ve 3. osobě. Následující příklad je pro rod mužský (životný v množném čísle):
| Osoba | Jednotné číslo | Množné číslo |
| ----- | -------------- | ------------ |
| 1.    | dělal jsem     | dělali jsme  |
| 2.    | dělal jsi      | dělali jste  |
| 3.    | dělal          | dělali       |

#### Budoucí čas
U nedokonavých sloves se tvoří pomocí budoucích tvarů pomocného slovesa být a infinitivu:
| Osoba | Jednotné číslo | Množné číslo |
| ----- | -------------- | ------------ |
| 1.    | budu dělat     | budeme dělat |
| 2.    | budeš dělat    | budete dělat |
| 3.    | bude dělat     | budou dělat  |

U některých sloves (v první slovesné třídě) vyjadřujících pohyb se budoucí čas tvoří přidáním předpony po-/pů- k tvarům přítomného času:
půjdu, ponesu, povezu

U dokonavých sloves přítomné tvary vyjadřují budoucnost. Srovnej:
budu dělat – nedok.
udělám – dok.

#### Předminulý čas – plusquamperfektum
| Osoba | Jednotné číslo  | Množné číslo      |
| ----- | --------------- | ----------------- |
| 1.    | byl jsem udělal | byli jsme udělali |
| 2.    | byl jsi udělal  | byli jste udělali |
| 3.    | byl udělal      | byli udělali      |

### Způsob
Slovesa v češtině vyjadřují oznamovací, rozkazovací a podmiňovací způsob. Základním způsobem je oznamovací způsob (indikativ), který vyjadřuje děj jako jistý, skutečný.

#### Rozkazovací způsob
Rozkazovací způsob (imperativ) vyjadřuje rozkaz, výzvu nebo přání. Tvoří se pro 2. osobu v jednotném i množném čísle a pro 1. osobu v množném čísle.
Ve 2. osobě jednotného čísla má buď nulové zakončení, nebo přibírá koncovku -i/-ej (dle třídy).
Ve 2. osobě množného čísla přibírá koncovku -te/-ete/-ejte.
V 1. osobě množného čísla přibírá koncovku -me/-eme/-ejme.
Příklady:
buď! buďte! buďme!
spi! spěte! spěme!
dělej! dělejte! dělejme!
Rozkazovací způsob, vyjadřuje-li příkaz či výzvu k vykonání nějaké činnosti, se zpravidla tvoří od dokonavých sloves: Udělej to! Otevři okno! Posaďte se!
Nedokonavým slovesem se vyjadřuje:
- výzva k pokračování činnosti: Pokračuj! Klidně dál spěte.
- výzva k okamžitému započetí činnosti: Pište! (= Začněte psát.)
- výzva k opakované činnosti nebo postupné činnosti: Volejte nám každý pátek. Kousej pomalu. Přecházejte pouze na zelenou.

Zákaz (záporný protiklad příkazu) se obvykle tvoří od nedokonavých sloves: Nedělej to! Neotvírej okno! Nesedejte si!
Záporný rozkazovací způsob od dokonavého slovesa:
- vyjadřuje varování: Nerozlij to! Neudělej chybu! Neupadni!
- slouží k oživení výpovědi: Nekup to, když je to tak levné. (Tomu nelze odolat.)

#### Podmiňovací způsob
Podmiňovací způsob (kondicionál) vyjadřuje děj, který by nastal při splnění určité podmínky. Tvoří se pomocí příčestí činného (minulého) a zvláštních (aoristových) tvarů pomocného slovesa být. Následující příklad přítomného kondicionálu je pro rod mužský (životný v množném čísle):
| Osoba | Jednotné číslo | Množné číslo  |
| ----- | -------------- | ------------- |
| 1.    | dělal bych     | dělali bychom |
| 2.    | dělal bys      | dělali byste  |
| 3.    | dělal by       | dělali by     |

Existuje rovněž minulý kondicionál, který je však v češtině často nahrazován kondicionálem přítomným.
| Osoba | Jednotné číslo | Množné číslo       |
| ----- | -------------- | ------------------ |
| 1.    | byl bych dělal | byli bychom dělali |
| 2.    | byl bys dělal  | byli byste dělali  |
| 3.    | byl by dělal   | byli by dělali     |

By je také součástí spojek aby a kdyby, které rovněž přijímají stejné osobní koncovky:
Kdybych nepracoval, nedostal bych výplatu.

### Rod
Slovesný rod je činný nebo trpný. V češtině existují 2 způsoby tvoření trpného rodu:
1. Opisně pomocí slovesa být a příčestí trpného:
Město bylo založeno ve 14. století. Záměnou činného a trpného rodu ve větě dojde k záměně podmětu a předmětu: Petr maluje obrázek – Obrázek je malován Petrem. Opisně proto nelze vytvořit trpný rod od sloves bezpředmětových (slzet), s neosobním podmětem (pršet) nebo modálních (muset).
2. Pomocí zvratného zájmena se:
Ono se to neudělalo.
To se vyrábí v Číně.
Použití se ovšem neznamená vždy trpný rod.

## Slovesné třídy a vzory
Podle tvaru 3. osoby jednotného čísla přítomného času oznamovacího způsobu se slovesa dělí do jednotlivých tříd, podle tvaru 3. osoby jednotného čísla minulého času oznamovacího způsobu se dále dělí na jednotlivé vzory. 
Čeština má celkem pět tříd vzorů — výjimku tvoří slovesa být, jíst, vědět, vidět, mít, chtít a jít, která jsou nepravidelná. Vzory nepostihují změny samohlásek v kmeni slova.
1. -e:

  - Tvrdé vzory: v kmeni je tvrdá či obojetná souhláska, před „l“ je samohláska „a“:

    - nese – nesl
    - bere – bral

  - Měkké vzory: v kmeni slova se nachází měkká souhláska.
    - maže – mazal
    - peče – pekl
    - umře – umřel (tře – třel)
2. -ne
  - tiskne – tiskl
  - mine – minul
  - začne – začal
3. -je
  - kryje – kryl
  - kupuje – kupoval
4. -í
  - prosí – prosil
  - trpí – trpěl
  - sází – sázel
5. -á
  - dělá – dělal

Mnemotechnická pomůcka: Že-ne je bída.

### 1. třída
| Infinitiv               | nést                                | číst                           | péci, péct                                       | třít                            | brát                                | mazat                               |
| ----------------------- | ----------------------------------- | ------------------------------ | ------------------------------------------------ | ------------------------------- | ----------------------------------- | ----------------------------------- |
| Přítomný čas            | nesu neseš nese neseme nesete nesou | čtu čteš čte čteme čtete čtou  | peču, peku pečeš peče pečeme pečete pečou, pekou | třu třeš tře třeme třete třou   | beru bereš bere bereme berete berou | mažu mažeš maže mažeme mažete mažou |
| Příčestí činné (minulé) | nesl                                | četl                           | pekl                                             | třel                            | bral                                | mazal                               |
| Příčestí trpné          | nesen                               | čten                           | pečen                                            | třen                            | brán                                | mazán                               |
| Rozkazovací způsob      | nes! neste! nesme!                  | čti! čtěte! čtěme!             | peč! pečte! pečme!                               | tři! třete! třeme!              | ber! berte! berme!                  | maž! mažte! mažme!                  |
| Přechodník přítomný     | nesa nesouc nesouce                 | čta čtouc čtouce               | peka/peče pekouc/pečíc pekouce/pečíce            | tra/tře trouc/tříc trouce/tříce | bera berouc berouce                 | maže mažíc mažíce                   |
| Přechodník minulý       | (do)nes (do)nesši (do)nesše         | (pře)čet (pře)četši (pře)četše | (u)pek (u)pekši (u)pekše                         | (u)třev (u)třevši (u)třevše     | (se)brav (se)bravši (se)bravše      | (na)mazav (na)mazavši (na)mazavše   |

Koncovky 0/-te/-me v rozkazovacím způsobu má většina sloves, koncovky -i/-ete/-eme nebo -i/-ěte/-ěme mají slovesa, jejichž kmen končí dvěma souhláskami.

### 2. třída
| Infinitiv               | tisknout                                        | minout                              | začít                                     |
| ----------------------- | ----------------------------------------------- | ----------------------------------- | ----------------------------------------- |
| Přítomný čas            | tisknu tiskneš tiskne tiskneme tisknete tisknou | minu mineš mine mineme minete minou | začnu začneš začne začneme začnete začnou |
| Příčestí činné (minulé) | tiskl                                           | minul                               | začal                                     |
| Příčestí trpné          | tisknut/tištěn                                  | minut                               | začat                                     |
| Rozkazovací způsob      | tiskni! tiskněte! tiskněme!                     | miň! miňte! miňme!                  | začni! začněte! začněme!                  |
| Přechodník přítomný     | tiskna tisknouc tisknouce                       | mina minouc minouce                 |                                           |
| Přechodník minulý       | (při)tisknuv (při)tisknuvši (při)tisknuvše      | minuv minuvši minuvše               | začav začavši začavše                     |

### 3. třída
| Infinitiv               | krýt                                                    | kupovat                                                         |
| ----------------------- | ------------------------------------------------------- | --------------------------------------------------------------- |
| Přítomný čas            | kryji, kryju kryješ kryje kryjeme kryjete kryjí, kryjou | kupuji, kupuju kupuješ kupuje kupujeme kupujete kupují, kupujou |
| Příčestí činné (minulé) | kryl                                                    | kupoval                                                         |
| Příčestí trpné          | kryt                                                    | kupován                                                         |
| Rozkazovací způsob      | kryj! kryjte! kryjme!                                   | kupuj! kupujte! kupujme!                                        |
| Přechodník přítomný     | kryje kryjíc kryjíce                                    | kupuje kupujíc kupujíce                                         |
| Přechodník minulý       | (za)kryv (za)kryvši (za)kryvše                          | kupovav kupovavši kupovavše                                     |

### 4. třída
| Infinitiv               | prosit                                    | čistit                                         | trpět                               | sázet                                       |
| ----------------------- | ----------------------------------------- | ---------------------------------------------- | ----------------------------------- | ------------------------------------------- |
| Přítomný čas            | prosím prosíš prosí prosíme prosíte prosí | čistím čistíš čistí čistíme čistíte čistí      | trpím trpíš trpí trpíme trpíte trpí | sázím sázíš sází sázíme sázíte sázejí, sází |
| Příčestí činné (minulé) | prosil                                    | čistil                                         | trpěl                               | sázel                                       |
| Příčestí trpné          | prošen                                    | čištěn, čistěn                                 | trpěn                               | sázen                                       |
| Rozkazovací způsob      | pros! proste! prosme!                     | čisti! čisť! čistěte! čisťte! čistěme! čisťme! | trp! trpte! trpme!                  | sázej! sázejte! sázejme!                    |
| Přechodník přítomný     | prose prosíc prosíce                      | čistě čistíc čistíce                           | trpě trpíc trpíce                   | sázeje sázejíc sázejíce                     |
| Přechodník minulý       | prosiv prosivši prosivše                  | (vy)čistiv (vy)čistivši (vy)čistivše           | (s)trpěv (s)trpěvši (s)trpěvše      | (vy)sázev (vy)sázevši (vy)sázevše           |

Koncovky 0/-te/-me v rozkazovacím způsobu má většina sloves, koncovky -i/-ete/-eme nebo -i/-ěte/-ěme mají slovesa, jejichž kmen končí dvěma souhláskami.

### 5. třída
| Infinitiv               | dělat                                 |
| ----------------------- | ------------------------------------- |
| Přítomný čas            | dělám děláš dělá děláme děláte dělají |
| Příčestí činné (minulé) | dělal                                 |
| Příčestí trpné          | dělán                                 |
| Rozkazovací způsob      | dělej! dělejte! dělejme!              |
| Přechodník přítomný     | dělaje dělajíc dělajíce               |
| Přechodník minulý       | dělav dělavši dělavše                 |

## Nepravidelná slovesa
| Infinitiv               | být                                 | mít                                                         | jít                                       | jet                                             | jíst sníst                                                                                              | vidět                                                                   | vědět                                                                   | chtít                                                                   | stát                                                              |
| ----------------------- | ----------------------------------- | ----------------------------------------------------------- | ----------------------------------------- | ----------------------------------------------- | --- | ----------------------------------------------------------------------- | ----------------------------------------------------------------------- | ----------------------------------------------------------------------- | ----------------------------------------------------------------- |
| Přítomný čas            | jsem jsi je jsme jste jsou          | mám máš má máme máte mají                                   | jdu jdeš jde jdeme jdete jdou             | jedu jedeš jede jedeme jedete jedou             | jím, — jíš, — jí, — jíme, — jíte, — jedí, —                                                             | vidím vidíš vidí vidíme vidíte vidí                                     | vím víš ví víme víte vědí                                               | chci chceš chce chceme chcete chtějí                                    | stojím stojíš stojí stojíme stojíte stojí                         |
| Budoucí čas             | budu budeš bude budeme budete budou | budu mít budeš mít bude mít budeme mít budete mít budou mít | půjdu půjdeš půjde půjdeme půjdete půjdou | pojedu pojedeš pojede pojedeme pojedete pojedou | budu jíst, sním budeš jíst, sníš bude jíst, sní budeme jíst, sníme budete jíst, sníte budou jíst, snědí | budu vidět budeš vidět bude vidět budeme vidět budete vidět budou vidět | budu vědět budeš vědět bude vědět budeme vědět budete vědět budou vědět | budu chtít budeš chtít bude chtít budeme chtít budete chtít budou chtít | budu stát budeš stát bude stát budeme stát budete stát budou stát |
| Příčestí činné (minulé) | byl                                 | měl                                                         | šel, šla...                               | jel                                             | jedl, snědl                                                                                             | viděl                                                                   | věděl                                                                   | chtěl                                                                   | stál                                                              |
| Příčestí trpné          | (do)byt                             | měn*                                                        | (na)jit                                   | (vy)jet                                         | jeden, sněden                                                                                           | viděn                                                                   | věděn                                                                   | chtěn                                                                   | stán*                                                             |
| Rozkazovací způsob      | buď! buďte! buďme!                  | měj! mějte! mějme!                                          | jdi, pojď! jděte, pojďte! jděme, pojďme!  | jeď! jeďte! jeďme!                              | jez, sněz! jezte, snězte! jezme, snězme!                                                                | viz! vizte! vizme!                                                      | věz! vězte! vězme!                                                      | chtěj! chtějte! chtějme!                                                | stůj! stůjte! stůjme!                                             |
| Přechodník přítomný     | jsa jsouc jsouce                    | maje majíc majíce                                           | jda jdouc jdouce                          | jeda jedouc jedouce                             | jeda, sněda jedouc, snědouc jedouce snědouce                                                            | vida vidouc vidouce                                                     | věda vědouc vědouce                                                     | chtě/chtěje chtíc/chtějíc chtíce/chtějíce                               | stoje stojíc stojíce                                              |
| Přechodník minulý       | byv byvši byvše                     | měv měvši měvše                                             | (při)šed (při)šedši (při)šedše            | jedav jedavši jedavše                           | (vy)jed, sněd (vy)jedši, snědši (vy)jedše, snědše                                                       | (u)viděv (u)viděvši (u)viděvše                                          | (z)věděv (z)věděvši (z)věděvše                                          | chtěv chtěvši chtěvše                                                   | stojiv stojivši stojivše                                          |

* Tvary měn(-a, -o, -i, -y, -a) a stán(-a, -o, -i, -y, -a) se v současné češtině nevyskytují.

### Nepravidelný budoucí čas
Nepravidelný budoucí čas mají:
- sloveso být a jeho přeponové odvozeniny
- některá slovesa v 1. slovesné třídě a některá slovesa vyjadřující pohyb

#### Budoucí čas slovesa být a sloves od něj odvozených předponou
Sloveso být má v budoucím čase změnu ve kmeni na bud-:
- budu, budeš, bude, budeme, budete, budou

U sloves odvozených předponou od slovesa být (např. dobýt, odbýt, zbýt, přibýt, ubýt, nabýt) se setkáváme se dvěma tvary:
- původní tvar s u: dobudu, odbudeš, zbude, přibudeme, ubudete, nabude. Tento tvar se považuje za základní, stylově vyšší a spisovný. Je charakteristický pro mluvu východní Moravy.
- nový tvar s y: dobydu, odbydeš, zbyde, přibydeme, ubydete, nabyde. Tento tvar se považuje za stylově nižší, až hovorový. Je charakteristický pro mluvu Čech.

#### Nepravidelný budoucí čas některých sloves
Některá stará nedokonavá slovesa v 1. slovesné třídě (nést, vézt, vést, kvést, růst ap.) a některá stará nedokonavá slovesa vyjadřující pohyb (jít, jet, letět, plout, hnát se, běžet ap.) mají vedle pravidelného způsobu tvoření budoucího času (bude kvést, budou plout, budu se hnát) také druhý způsob tvoření budoucího času pomocí předpony po-, která se přidá ke tvaru přítomného času daného slovesa:
- po- + kvete = pokvete; poplují; poženu se; poletíš, pojede poběžíme, ponesu, povezeš, povede, porostou ap.
- u slovesa jít se uskutečnila hlásková změna o > ů: půjdu

Některá slovesa pravidelný způsob vůbec nevyužívají (pojedu, půjdu × budu jet, budu jít), u ostatních se vyskytuje (mnohem) méně často než ten nepravidelný (poletíme × budeme letět; poplujete × budete plout; potečou × budou téci, porostu × budu růst).
V některých případech předpona po- proniká i do rozkazovacího způsobu (kde může odlišit význam): jdi (pryč) × pojď (sem); běž × poběž; leťte × poleťte
Tyto tvary nesmíme zaměňovat se slovesy, jež mají předponu po- i v infinitivu a ostatních tvarech: půjde (bude chodit) × pojde (zhyne/vzejde), pojď × pojdi, povede (bude vést) × povede se (vydaří se, inf. povést se)

### Nepravidelný zápor
- být – 3. osoba jedn. č. přít. času: není